# Rosedale (Oklahoma)
Rosedale és un poble dels Estats Units a l'estat d'Oklahoma. Segons el cens del 2000 tenia 66 habitants.

## Demografia
Segons el cens del 2000, Rosedale tenia 66 habitants, 26 habitatges, i 19 famílies. La densitat de població era de 318,5 habitants per km².
Dels 26 habitatges en un 38,5% hi vivien nens de menys de 18 anys, en un 61,5% hi vivien parelles casades, en un 11,5% dones solteres, i en un 26,9% no eren unitats familiars. En el 26,9% dels habitatges hi vivien persones soles el 15,4% de les quals corresponia a persones de 65 anys o més que vivien soles. El nombre mitjà de persones vivint en cada habitatge era de 2,54 i el nombre mitjà de persones que vivien en cada família era de 3,11.
Per edats la població es repartia de la següent manera: un 31,8% tenia menys de 18 anys, un 6,1% entre 18 i 24, un 30,3% entre 25 i 44, un 13,6% de 45 a 60 i un 18,2% 65 anys o més.
L'edat mediana era de 29 anys. Per cada 100 dones de 18 o més anys hi havia 114,3 homes.
La renda mediana per habitatge era d'11.875 $ i la renda mediana per família de 15.938 $. Els homes tenien una renda mediana de 0 $ mentre que les dones 16.750 $. La renda per capita de la població era de 7.285 $. Entorn del 53,3% de les famílies i el 53,3% de la població estaven per davall del llindar de pobresa.

## Poblacions més properes
El següent diagrama mostra les poblacions més properes.